# 新上五島町立岩瀬浦小学校
新上五島町立岩瀬浦小学校（しんかみごとうちょうりつ いわせうらしょうがっこう）は長崎県南松浦郡新上五島町岩瀬浦郷にあった公立小学校。略称「岩小」（いわしょう）。
2014年（平成26年）3月末に閉校した。

## 概要
歴史
1874年（明治7年）創立。新上五島町立奈良尾小学校との統合により、2014年（平成26年）3月末をもって閉校した。
校訓
「伸びる」
校章
海の波を図案化したものを背景にして、中央に校名の「岩」の文字を置いている。
校歌
作詞は平田与七、作曲は原格太郎による。歌詞は2番まであり、校名は歌詞中に登場しない。

## 沿革
- 1874年（明治7年）6月 - 岩瀬浦郷に小学校が創立[1]。
- 1886年（明治19年）8月 - 小学校令の施行により、「奈良尾学区簡易岩瀬浦小学校」に改称。修業年限を3年とする。
- 1889年（明治22年）4月1日 - 市町村制の施行により、奈良尾村立の小学校となる。
- 1892年（明治25年）
  - 4月1日 - 「岩瀬浦尋常小学校」に改称。修業年限を4年とする。
  - 12月 - 岩瀬浦小路459番に新校舎が完成。
- 1903年（明治36年）6月 - （奈良尾村立）岩瀬浦実業補習学校が併設される。
- 1907年（明治40年）4月1日 - 小学校令の改正で義務教育年限が4年から6年に延長されたため、尋常科5年を新設。
- 1908年（明治41年）
  - 4月1日 - 尋常科6年を新設。
  - 8月 - 高等科を併設し、「岩瀬浦尋常高等小学校」に改称。（尋常科6年・高等科2年）
- 1924年（大正13年）7月 - 創立50周年を記念して校旗を制定。
- 1925年（大正14年）9月 - 校歌を制定。
- 1926年（大正15年）9月 - 中山546番地に移転。福見尋常小学校[2]を統合。
- 1935年（昭和10年）6月 - 青年学校令の施行により、併設の実業補習学校が（奈良尾村立）岩瀬浦青年学校に改称。
- 1941年（昭和16年）4月1日 - 国民学校令の施行により、「奈良尾村岩瀬浦国民学校」に改称。尋常科を初等科に改める。（初等科6年・高等科2年）
- 1943年（昭和18年）12月8日 - 奈良尾町の発足により、「奈良尾町岩瀬浦国民学校」に改称。
- 1947年（昭和22年）4月1日 - 学制改革（六・三制の実施）が行われ、国民学校初等科が「奈良尾町立岩瀬浦小学校」となる。
  - 国民学校高等科は青年学校と統合され、新制中学校「奈良尾町立岩瀬浦中学校」となり、小学校に併設される。
- 1957年（昭和32年）3月 - 総合グラウンドが完成。
- 1958年（昭和33年）10月 - ミルク給食を開始。
- 1959年（昭和34年）4月 - 児童数が最大の723名（17学級）を記録する。
- 1960年（昭和35年）3月 - 中学校校舎が増築される。
- 1965年（昭和40年）4月 - 鉄筋コンクリート造の新校舎が完成。
- 1968年（昭和43年）8月 - 校舎を改築。完全給食を開始。
- 1971年（昭和46年）3月 - 体育館が完成。
- 1973年（昭和48年）
  - 3月 - 観察池が完成。
  - 8月 - 創立100周年を記念してプール・図書館が完成。
- 1979年（昭和54年）3月31日 - 併設の岩瀬浦中学校が奈良尾町立奈良尾中学校との統合のため閉校。併設を解消。
  - 奈良尾小学校と岩瀬浦小学校の中間地点に、統合された中学校（新・奈良尾町立奈良尾中学校）の校舎・校地が新設された。
- 1994年（平成6年）10月 - パソコンを導入。創立120周年を記念して新館ランチルームが完成。
- 1995年（平成7年）5月 - 屋外に大型時計を設置。
- 2004年（平成16年）
  - 2月 - 地域の協力により、NEW岩小っ子ソーラン節が完成。
  - 8月1日 - 新上五島町の発足により、「新上五島町立岩瀬浦小学校」に改称。
- 2014年（平成26年）3月31日 - 新上五島町立奈良尾小学校との統合により閉校。140年の歴史に幕を閉じる。

## 周辺
- 岩瀬浦港
- 岩瀬浦郵便局

## アクセス
最寄りのバス停
- 西肥自動車（西肥バス）五島営業所「岩瀬浦小学校前」

最寄りの国道・県道
- 国道384号
- 長崎県道22号有川奈良尾線
- 長崎県道211号岩瀬浦港線

最寄りの港

## 参考資料
- 「奈良尾町郷土史」（1973年（昭和43年）12月28日発行, 奈良尾町郷土史編纂委員会）

## 関連事項
- 長崎県小学校の廃校一覧